# Aston Merrygold
Aston Iain Merrygold (Peterborough, 13 febbraio 1988) è un cantante, ballerino, personaggio televisivo e attore britannico.Diventato famoso in quanto componente della boyband JLS, con cui ha pubblicato 4 album e venduto 5 milioni di copie in UK, nel 2015 ha dato il via alla sua carriera da solista con il singolo di successo Get Stupid. Ha inoltre partecipato a numerosi programmi televisivi tra cui Got To Dance e Strictly Come Dancing.

## Biografia e carriera

### Formazione ed esordi
Nato da madre britannica e padre giamaicano che si sono separati in seguito alla sua nascita, fra genitori naturali e rispettivi compagni Aston Merrygold è cresciuto con ben 7 fratelli. Nel 2002, a soli 14 anni, prende parte al programma televisivo Stars in the Eyes esibendosi con il brano di Michael Jackson Rockin' Robin e si classifica secondo nella gara interna al programma. Dopo essere apparso in vari programmi dell'emittente locale di Peterborough Pop Star Studios e in vari spettacoli scolastici, nel 2004 lascia la scuola per portare avanti la sua carriera nel mondo dello spettacolo. Sempre nel 2004 entra a far parte del cast della trasmissione per bambini Fun Song Factory, in cui interpreta il ruolo di Cookie.

### JLS
Merrygold viene successivamente coinvolto nella formazione di un nuovo gruppo musicale chiamato UFO, il quale cambia successivamente nome in JLS. La band supera le selezioni di X Factor UK, e riesce ad accedere alla fase finale del programma. Il gruppo riscuote un ottimo successo all'interno della trasmissione e si classifica secondo nella gara finale, dietro alla sola Alexandra Burke. Scritturati da Epic Records appena dopo la fine della trasmissione, i JLS hanno pubblicato 4 album tutti supportati da tour, e hanno venduto circa 5 milioni di copie fra album e singoli in UK. Il gruppo si è sciolto nel dicembre 2013, dopo aver concluso il suo ultimo tour. Nel 2020 è stata annunciata reunion della band e relativo tour, ma il progetto è stato posticipato a causa della pandemia di COVID-19. La band ha comunque pubblicato l'album di inediti 2.0 nel dicembre 2021.

### Solista
Nel 2012, prima dello scioglimento del gruppo, partecipa come giudice al talent show Got To Dance. Nel 2014 firma un contratto discografico da solista con Warner Music Group per poi pubblicare nel 2015 il suo primo singolo Get Stupid. Il brano ottiene un discreto successo internazionale, raggiungendo la posizione numero 28 in UK e la numero 10 in Australia. Nel 2016 pubblica altri singoli, ma non ottiene risultati commerciali rilevanti. Per tale ragione la pubblicazione del suo primo album da solista Showstopper viene cancellata: al suo posto viene pubblicato l'EP Preacious. Negli anni successivi, seppur senza interrompere mai la sua carriera musicale nel corso degli anni, si è dedicato principalmente all'attività televisiva. 
Nel 2017 partecipa come concorrente al talent show Strictly Come Dancing, classificandosi decimo. Nel 2018 viene selezionato come artista del mese di luglio durante l'Elvis Duran Show, esibendosi dunque in tutti gli episodi della trasmissione. Nel 2019 prende parte alla serie TV Almost Never nel ruolo di Jordan, debuttando dunque come attore e mantenendo il ruolo fino all'anno successivo. Nel 2020 prende parte al programma televisivo The Masked Singer in qualità di concorrente. Nel febbraio 2021 ha ricominciato a pubblicare singoli dopo circa 3 anni di stop discografico.

## Vita privata
Merrygold è un tifoso dell'Arsenal Football Club. Ha inoltre un alto numero di tatuaggi, tra cui uno che raffigura Michael Jackson, sua principale fonte d'ispirazione, e uno che raffigura una sua cara amica morta in un incidente stradale, Lisa.
Merrygold è fidanzato stabilmente con Sarah Louise Richards; i due hanno dato luce a due figli, Grayson Jax nel 2018 e Macaulay Shay nel 2020.

## Discografia

### Con JLS

#### Album
- 2009 – JLS
- 2010 – Outta This World
- 2011 – Jukebox
- 2012 – Evolution

### Solista

#### EP
- 2017 – Preacious

#### Singoli
- 2015 – Get Stupid
- 2015 – Show Me
- 2016 – I Ain't Missing You (feat. LDN Noise)
- 2016 – Too Late
- 2017 – One Night in Paris
- 2017 – Precious (feat. Shy Cartel)
- 2017 – Trudy
- 2018 – Across My Heart (feat. Gawler)
- 2018 – Bon Appetit
- 2018 – Poison Ivy
- 2018 – Whine Up
- 2021 – Overboard
- 2021 – Share a Coke
- 2021 – Hundreds and Thousands

## Programmi televisivi
- 2002 – Stars in the Eyes - Concorrente, secondo classificato
- 2004 – Fun Song Factory - Membro del cast
- 2008 – The X Factor - Concorrente come JLS, secondo classificato
- 2012 – Got To Dance - Giudice
- 2017 – Strictly Come Dancing - Concorrente
- 2018 – Elvis Duran Show - Artista del mese
- 2020-2021 – The Masked Singer - Concorrente

## Filmografia
- Almost Never – Serie TV, 10 episodi (2019-2020)